# Melo Imai
Melo Imai (en japonés: 今井 メロ, 今井 夢露; romanizado: Imai Mero) (Suminoe-ku, Osaka; 26 de octubre de 1987) es una tarento y snowboarder japonesa.
Su padre es el entrenador de snowboard Takashi Narita, y tiene dos hermanos también deportistas: el ex snowboarder Dome Narita y el trampolista Grim Narita.
Abandonó el snowboard después de los Juegos Olímpicos de Turín 2006 y se convirtió en presentadora de televisión, y luego en gravure idol que aparecieron en varios DVD de huecograbado. En 2017 tuvo una breve carrera como actriz pornográfica y en 2018 anunció su regreso al snowboard. Ese mismo año ganó el All Japan Snowboarding Championships, superando ampliamente a la competencia con una victoria abrumadora y con solo 4 días de entrenamiento para el evento.

## Primeros años
Desde los 7 años, el padre de Imai, el entrenador de snowboard Takashi Narita, les entrenó a ella y a su hermano Dome en el snowboard. Entrenaban hasta 18 horas al día, y cuando terminaron el instituto, les hizo renunciar a la educación preparatoria para centrarse en el deporte. Imai ha dicho que envidiaba a otros de su edad por poder llevar una vida normal, y en un momento dado intentó quitarse la vida cortándose las venas.

## Primeros pasos en el snowboard
Imai se especializó en el medio tubo. Participó en los Juegos Olímpicos de Invierno de 2006, celebrados en Turín (Italia), pero quedó última tras lesionarse gravemente. A su regreso a Japón, sufrió una humillación pública, con comentarios que la calificaban de "despilfarro de dinero de los impuestos" y "vergüenza nacional". Más tarde declaró: "Para muchos atletas, los Juegos Olímpicos son la cima de su carrera, pero para mí fue una pesadilla". Sufrió una depresión y abandonó el deporte.

## Carrera en la industria del sexo, modelaje y mundo audiovisual
Tras dejar el deporte, Imai se mantuvo a lo largo de los años trabajando en bares, y pronto se convirtió en azafata y luego en acompañante, trabajando tres días en un salón sexual. Pasó a aparecer en programas de televisión como tarento y como modelo de desnudos en revistas pornográficas. Entre 2014 y 2016 apareció en más de una docena de DVD de desnudos como gravure idol, todos ellos producidos por la empresa Kingdom. En 2017 debutó en vídeos pornográficos hardcore en Snow Drop y Snow Out. Ambas películas fueron lanzadas por Muteki, una compañía audiovisual especializada en realizar los debuts en el cine para adultos de gravure idols y celebridades menores. Al preguntarle por qué no mantuvo una carrera más larga en AV, Imai dijo que estaba más interesada en volver al snowboard y "no quería excederse" en el audiovisual.

## Regreso al snowboard
Imai volvió al snowboard en 2017, y ganó el oro en el All Japan Snowboarding Championships en 2018.

## Vida personal
Imai tiene un hijo y una hija, a los que ha criado como madre soltera. Imai ha declarado que no se siente avergonzada por su pasado en la pornografía, ya que lo hizo voluntariamente por la necesidad de dinero, y considera que ha sido una buena madre que hizo todo lo posible para mantener a sus hijos.